# 魯德尼基 (特諾皮爾州)
49°15′56″N 25°2′37″E / 49.26556°N 25.04361°E
魯德尼基（羅馬化：Rudnyky）是烏克蘭的村落，位於該國西部捷爾諾波爾州，由捷尔诺波尔区負責管轄，始建於1476年，面積10平方公里，海拔高度248米，2001年人口240，人口密度每平方公里24人。